# Helsingfors administrativa indelning

Helsingfors administrativa indelning.

Helsingfors administrativa indelning har sin grund i behovet att statistikföra och administrera staden. Indelningen är stadens officiella indelning och kan avvika från den uppfattning invånarna har om stadsdelsbegreppet. Till exempel är Kajsaniemi och Lillhoplax inte officiella stadsdelar, fastän allmänheten uppfattar dem som stadsdelar. Lillhoplax består officiellt av tre delområden i tre olika stadsdelar.
Det finns två sätt att indela staden; i stadsdelar och i distrikt.
Stadsdelarna är Helsingfors officiella indelning. Den stadfästs av stadsstyrelsen och kan delas in i mindre delområden. Stadsdelarna är viktiga för främst fastigheter, eftersom planläggningen sker enligt stadsdelssystemet. Systemet härstammar från 1800-talet och i dagens läge finns det 60 stadsdelar i Helsingfors. Stadsdelens namn och nummer bestäms i en stadsplan. Stadsdelarnas officiella namn togs i bruk år 1959. Innan dess användes endast nummer, medan namnen var inofficiella. Man försöker att hålla stadsdelssystemet så oförändrat som möjligt, eftersom fastigheter registreras enligt stadsdelarnas nummer.
Distrikten har skapats för att underlätta stadens administration. Distrikten följer stadsdelsgränserna, men omfattar större områden. Beslutet om ett distrikt sker direkt i stadsstyrelsen i motsats till stadsdelarna som måste stadfästas i en stadsplan. År 1980 fanns det 101 indelningar av staden, varav 80 var geografiskt olika. Av dessa följde 17 stadsdelsindelningen och 41 ungefär. Till exempel hade brandväsendet 8 sotningsdistrikt, 7 släckningsdistrikt och 6 brandinspektionsdistrikt. För att få en bättre ordning och kunna koordinera myndigheternas samarbete grundades år 1982 distriktsindelningen med 7 stordistrikt och 33 distrikt. Distrikten delas in i delområden vilka är lika med stadsdelarna.
Distrikts- och stadsdelsindelningen följer varandra till millimetern, men två delområden i samma stadsdel kan höra till olika distrikt.
| Jämförelse av områdesindelningen | Jämförelse av områdesindelningen |
| Stadsdelsindelningen             | Distriktsindelningen             |
| -------------------------------- | -------------------------------- |
| 60 stadsdelar                    | 8 stordistrikt                   |
| 60 stadsdelar                    | 34 distrikt                      |
| 148 delområden                   | 148 delområden                   |
| 369 småområden                   | 369 småområden                   |

## Helsingfors stadsdelar

Helsingfors stadsdelar

01 Kronohagen | 02 Gloet | 03 Gardesstaden | 04 Kampen | 05 Rödbergen | 06 Eira | 07 Ulrikasborg] | 08 Skatudden | 09 Brunnsparken | 10 Sörnäs | 101 Vilhelmsberg | 102 Fiskehamnen | 103 Sumparn | 104 Hanaholmen | 11 Berghäll | 111 Broholmen | 112 Linjerna | 113 Torkelsbacken | 12 Åshöjden | 121 Ås | 122 Alphyddan | 13 Främre Tölö | 14 Bortre Tölö | 15 Mejlans | 16 Brunakärr | 161 Gamla Brunakärr | 162 Lillhoplax | 17 Böle | 171 Västra Böle | 172 Norra Böle | 173 Östra Böle | 174 Mellersta Böle | 18 Dal | 19 Blåbärslandet-Högholmen | 20 Västra hamnen | 201 Gräsviken | 2011 Sundholmen | 202 Lappviken | 203 Busholmen | 204 Ärtholmen | 21 Hermanstad | 211 Hermanstadsbacken | 212 Hermanstadsstranden | 212 Byholmen | 22 Vallgård | 23 Majstad | 231 Majstad | 232 Arabiastranden | 24 Gumtäkt | 25 Kottby | 26 Forsby | 27 Gammelstaden | 28 Åggelby | 281 Britas | 282 Månsas | 283 Krämertsskog | 284 Dammen | 285 Grindbacka | 286 Månsasparken | 287 Grinddal | 29 Haga | 291 Södra Haga | 292 Stenhagen | 293 Norra Haga | 294 Lassas | 30 Munksnäs | 301 Gamla Munksnäs | 302 Granö | 303 Lövö | 304 Munkshöjden | 305 Näshöjden | 306 Talistranden | 31 Drumsö | 311 Örnberget | 312 Hallonnäs | 313 Kvarnbacken | 314 Björkholmen | 32 Kånala |33 Kårböle | 331 Gamlas | 332 Magnuskärr | 333 Malmgård | 334 Håkansåker | 335 Kungseken | 336 Hongasmossa | 34 Baggböle | 341 Västra Baggböle | 342 Östra Baggböle | 35 Domarby | 351 Svedängen | 352 Torparbacken | 353 Domargård | 354 Tomtbacka | 36 Vik | 361 Viksstranden | 362 Ladugården | 363 Viks forskarpark | 364 Viksbacka | 37 Bocksbacka | 38 Malm | 381 Övre Malm | 382 Nedre Malm | 383 Rönnbacka | 384 Tattaråsen | 385 Malms flygfält | 386 Rönninge | 39 Staffansby | 391 Staffansslätten | 392 Mosabacka | 40 Skomakarböle | 401 Brobacka | 402 Stapelstaden | 403 Lidamalmen | 41 Storskog | 411 Parkstad | 412 Henriksdal | 413 Tattarmossen | 414 Jakobacka | 415 Alpbyn | 42 Brändö | 43 Hertonäs | 431 Västra Hertonäs | 432 Kasberget | 433 Hertonäs industriområde | 434 Hertonäs strand | 44 Tammelund | 45 Botby | 451 Botbyåsen | 452 Botby gård | 453 Botbyhöjden | 454 Kvarnbäcken | 455 Marudd | 456 Kasåkers industriområde | 457 Östra centrum | 46 Sockenbacka | 461 Smedjebacka | 462 Tali | 463 Reimars | 464 Martas | 465 Sockenbacka industriområde | 47 Mellungsby | 471 Gårdsbacka | 472 Ärvings | 473 Mellungsbacka | 474 Stensböle | 475 Tranbacka | 48 Vårdö | 49 Degerö | 491 Uppby | 492 Jollas | 493 Turholm | 494 Kronbergsstranden | 495 Hästnässund | 50 Villinge | 51 Sandhamn | 52 Sveaborg | 53 Utöarna | 531 Västra holmarna | 532 Östra holmarna | 533 Territorialhavet | 54 Nordsjö | 541 Mellersta Nordsjö | 542 Nordsjö gård | 543 Nybondas | 544 Havsrastböle | 545 Kallvik | 546 Solvik | 547 Rastböle | 548 Bastö | 549 Svarta backen | 55 Östersundom | 56 Sundberg | 57 Husö | 58 Björnsö | 59 Ultuna | 591 Landbo | 592 Bäckängen

## Helsingfors distrikt

Helsingfors stordistrikt

### 1Södra stordistriktet
101 Estnäs distrikt | 102 Ulrikasborgs distrikt | 103 Kampmalmens distrikt | 104 Bortre Tölö distrikt | 105 Drumsö distrikt

### 2Västra stordistriktet
201 Grejus distrikt | 202 Munksnäs distrikt | 203 Haga distrikt | 204 Sockenbacka distrikt | 205 Kårböle distrikt

### 3Mellersta stordistriktet
301 Berghälls distrikt | 302 Åshöjdens distrikt | 303 Vallgårds distrikt | 304 Böle distrikt | 305 Gammelstadens distrikt

### 4Norra stordistriktet
401 Månsas distrikt | 402 Västra Baggböle distrikt | 403 Domarby distrikt | 404 Åggelby distrikt | 405 Östra Baggböle distrikt

### 5Nordöstra stordistriktet
501 Ladugårdens distrikt | 502 Bocksbacka distrikt | 503 Malms distrikt | 504 Skomakarböle distrikt | 505 Parkstads distrikt | 506 Jakobacka distrikt

### 6Sydöstra stordistriktet
601 Brändö distrikt | 602 Hertonäs distrikt | 603 Degerö distrikt

### 7Östra stordistriktet
701 Botby distrikt | 702 Kvarnbäckens distrikt | 703 Mellungsby distrikt | 704 Nordsjö distrikt

### 8Östersundoms stordistrikt
801 Östersundoms distrikt